# Beauregard-Vendon
Beauregard-Vendon ist eine französische Gemeinde mit 1.323 Einwohnern (Stand: 1. Januar 2022) im Département Puy-de-Dôme in der Region Auvergne-Rhône-Alpes. Sie gehört zum Arrondissement Riom und zum Kanton Saint-Georges-de-Mons (bis 2015: Kanton Combronde). Die Einwohner werden Beauregardais genannt.

## Geographie
Beauregard-Vendon liegt etwa sieben Kilometer nördlich von Riom und etwa 20 Kilometer nordnordöstlich von Clermont-Ferrand. Umgeben wird Beauregard-Vendon von den Nachbargemeinden Combronde im Norden und Nordwesten, Saint-Myon im Norden und Nordosten, La Moutade im Osten, Cellule im Südosten, Davayat und Gimeaux im Süden sowie Teilhède im Westen.
Sowohl die Autoroute A71 als auch die Autoroute A89 führen durch die Gemeinde.

## Bevölkerungsentwicklung
| Jahr                       | 1962 | 1968 | 1975 | 1982 | 1990 | 1999 | 2006 | 2013 |
| Einwohner                  | 385  | 391  | 456  | 583  | 703  | 747  | 912  | 1142 |
| Quellen: Cassini und INSEE |      |      |      |      |      |      |      |      |

## Sehenswürdigkeiten
- Kirche
- Schloss Rouzat